# زملول ثنائي الأبواغ
زملول ثنائي الأبواغ (الاسم العلمي: Exobasidium bisporum) هو نوع من الفطريات يتبع جنس الزملول من فصيلة الزملولية